# Casa Milà
La Casa Milà, també coneguda com «la Pedrera», és un edifici modernista que es troba al passeig de Gràcia, 92 i el carrer de Provença, 261-265 de Barcelona, catalogat com a bé cultural d'interès nacional. Obra d'Antoni Gaudí, el 1984 fou declarat Patrimoni de la Humanitat per la UNESCO i des del 2013, és la seu de la Fundació Catalunya-La Pedrera, que gestiona les diverses exposicions i les visites que s'hi fan.

## Història

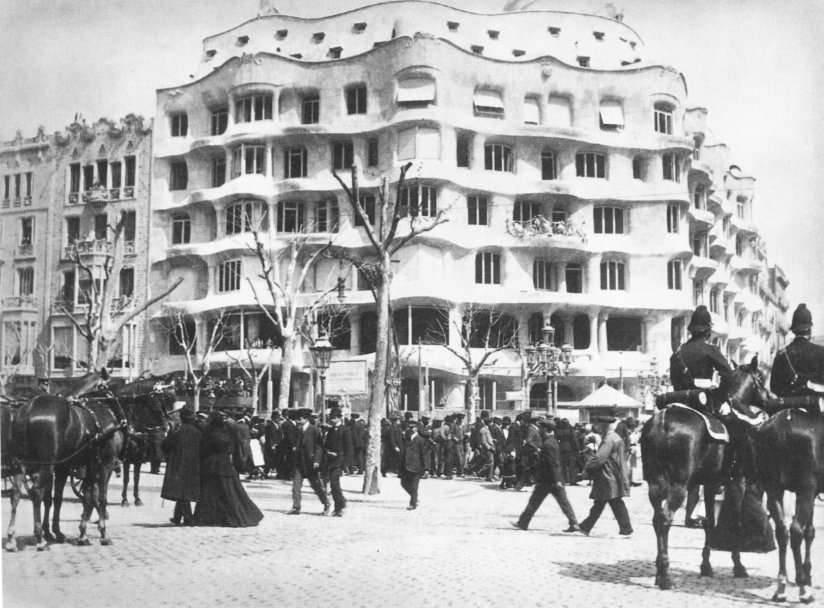
Visió de la Pedrera en construcció amb la barana de mostra dissenyada per Jujol i forjada al taller dels germans Badia

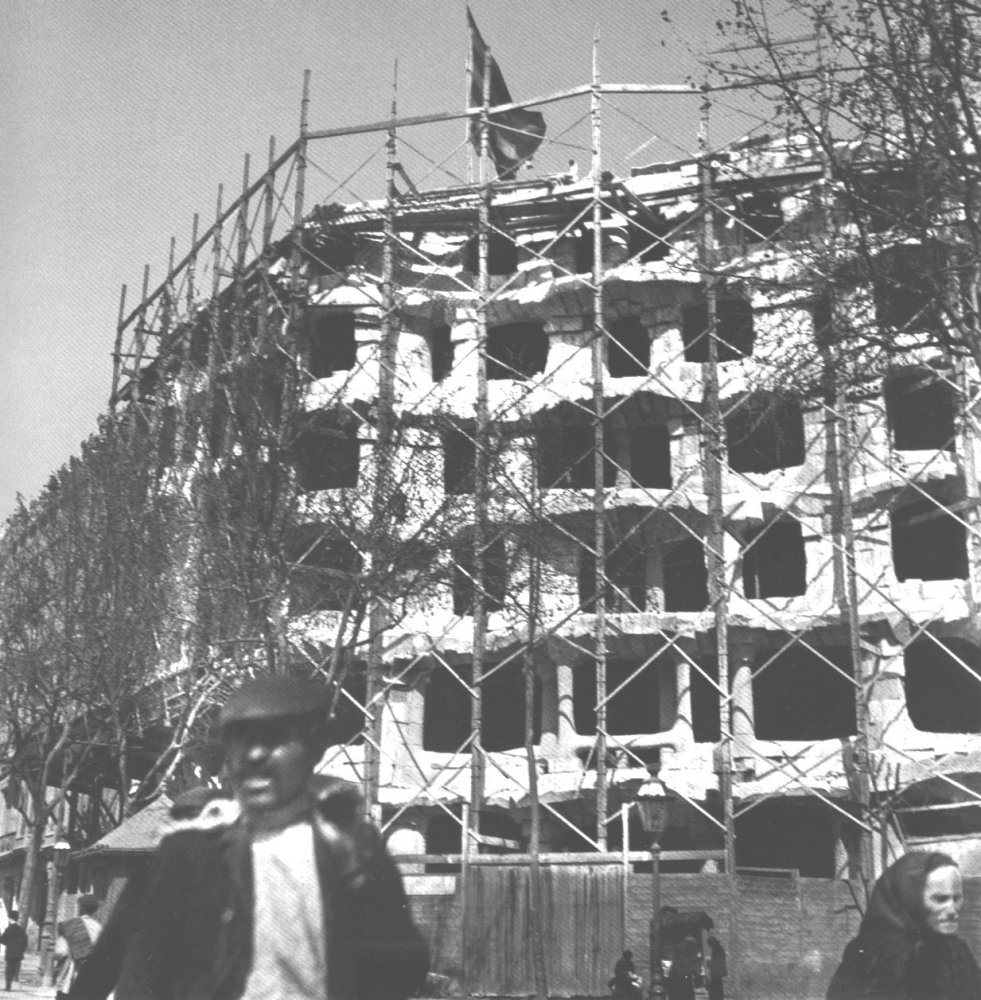
Fase de construcció

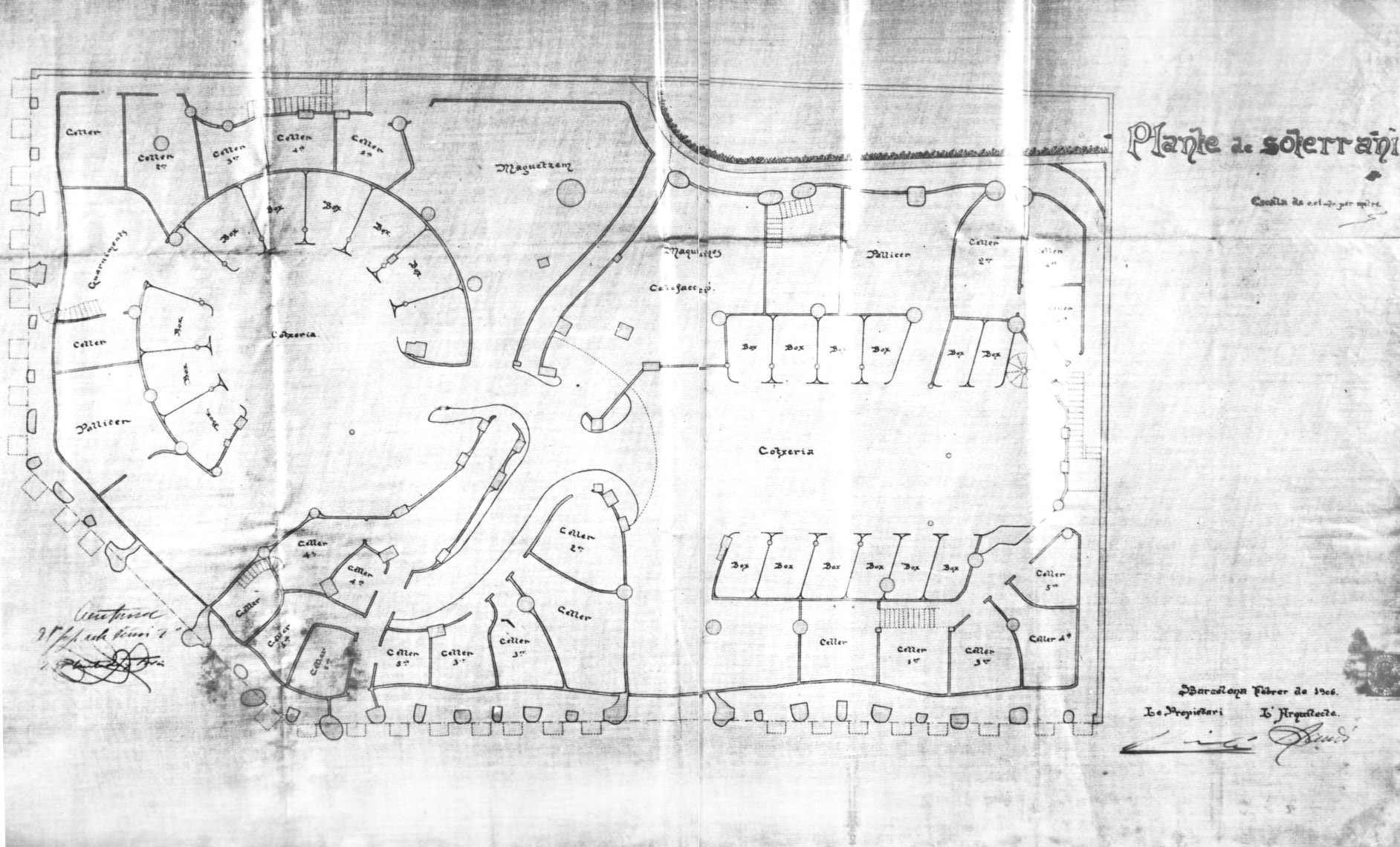
Planta del soterrani

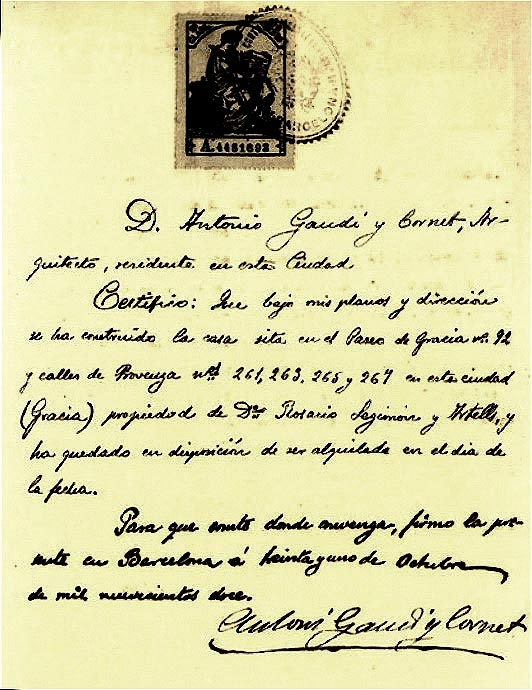
Certificat final d'obra de Gaudí (31 d'octubre del 1912)

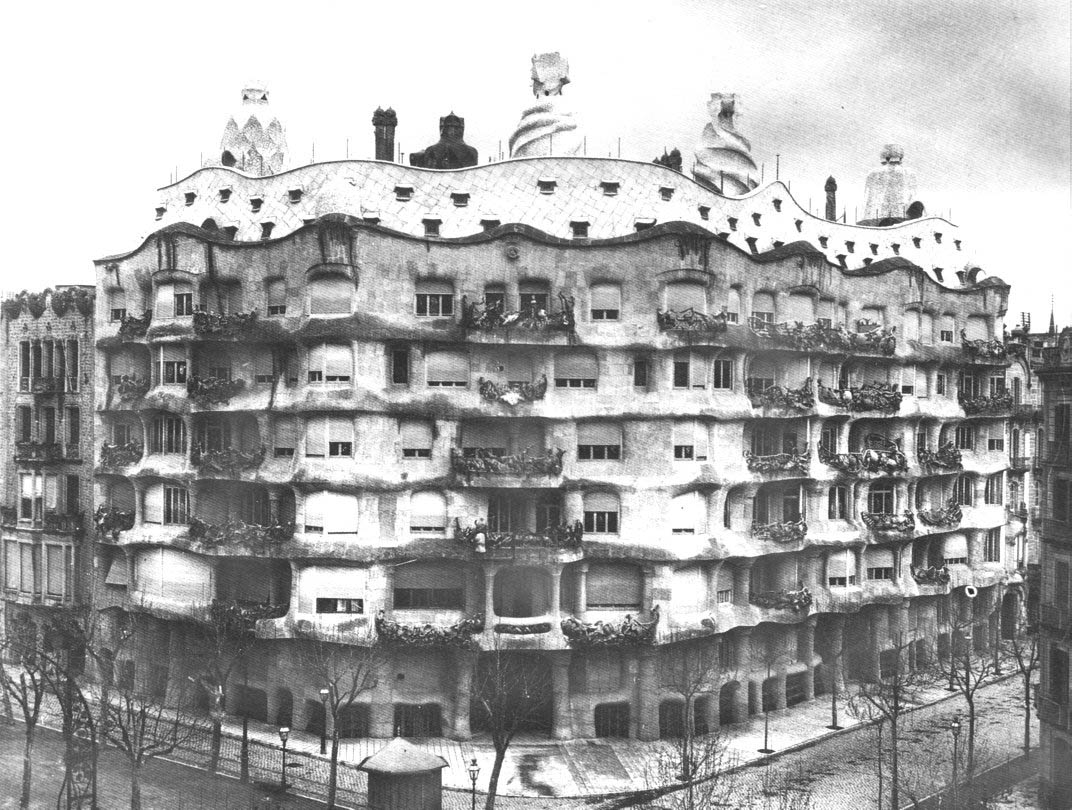
Aspecte de l'edifici el 1940

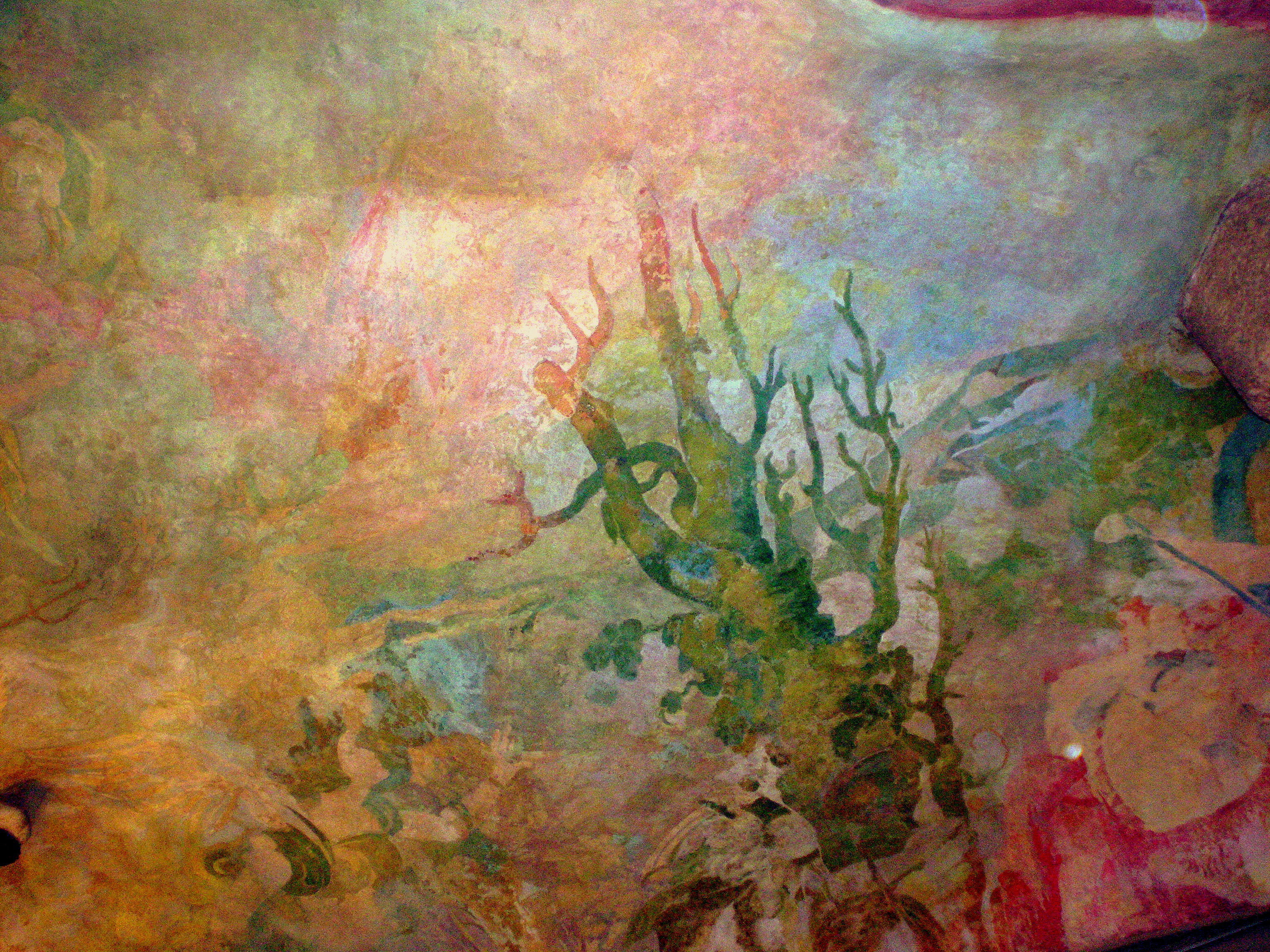
Detall de les pintures murals al sostre del vestíbul d'accés, recuperades en la restauració del 1990

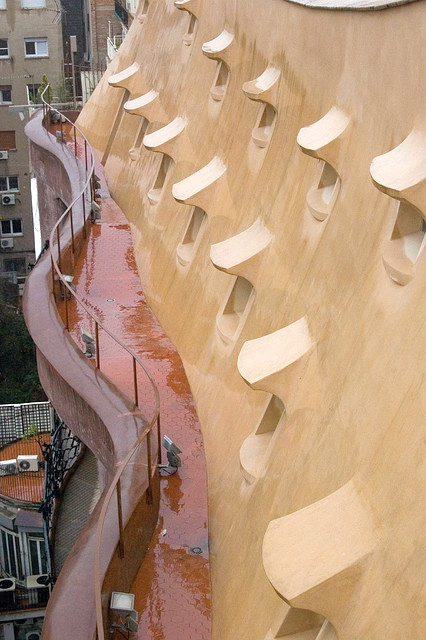
Finestres de les golfes

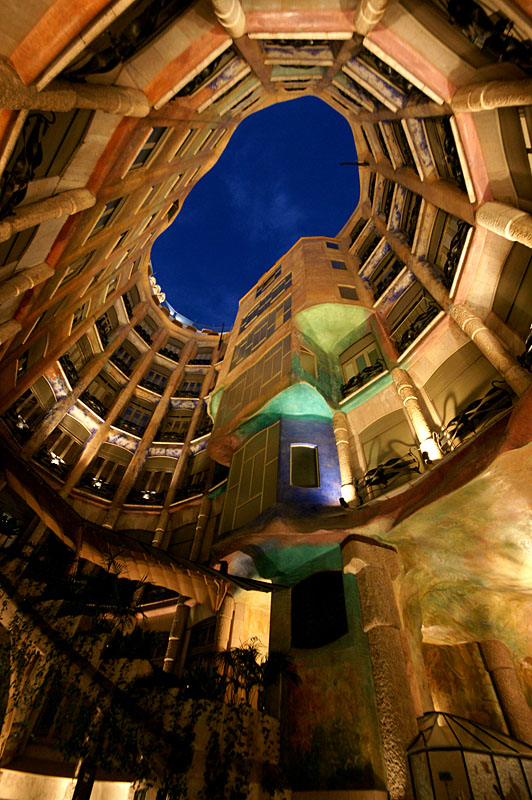
Celobert del pati interior

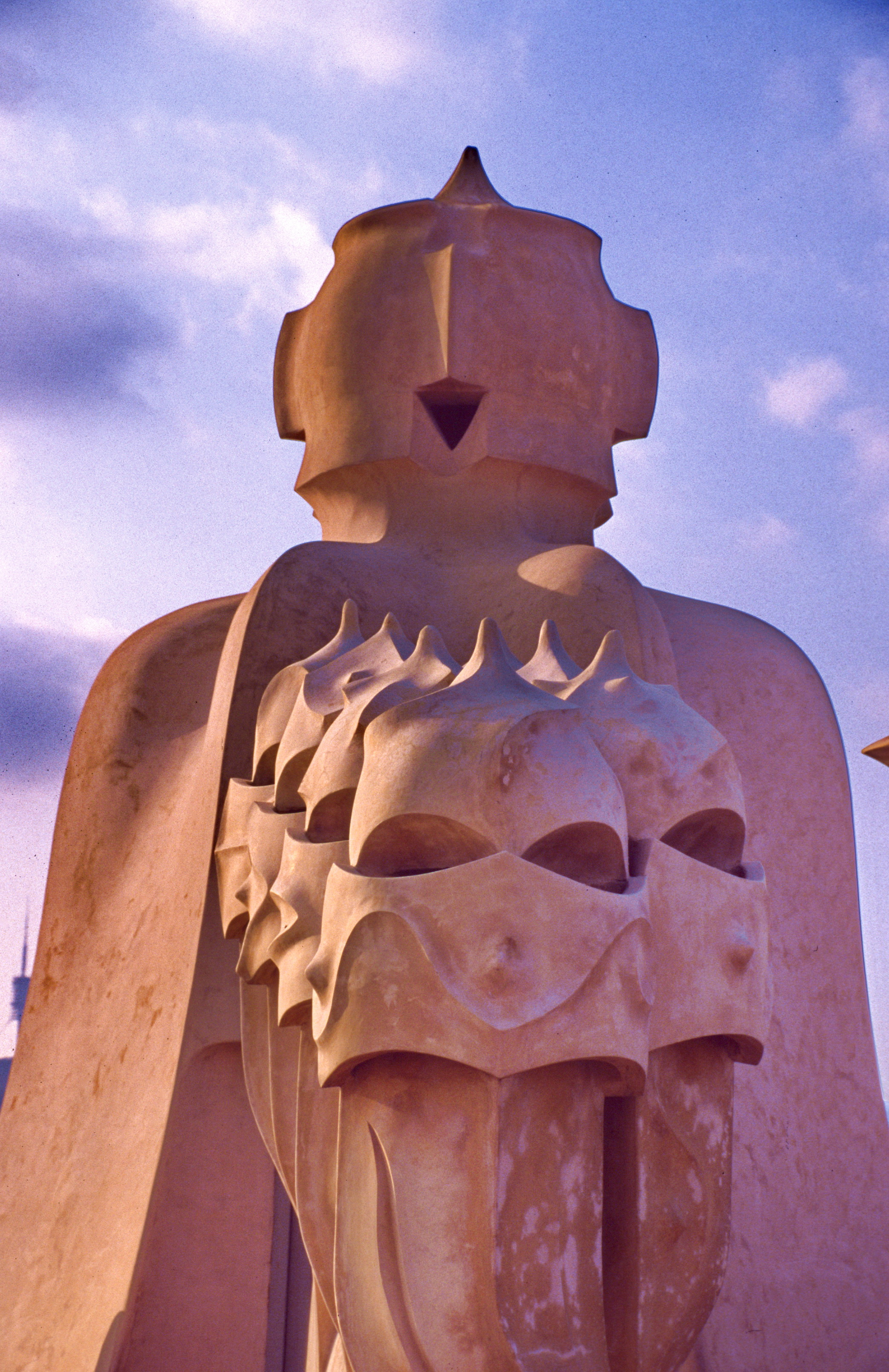
Guerrers «protegint» un badalot

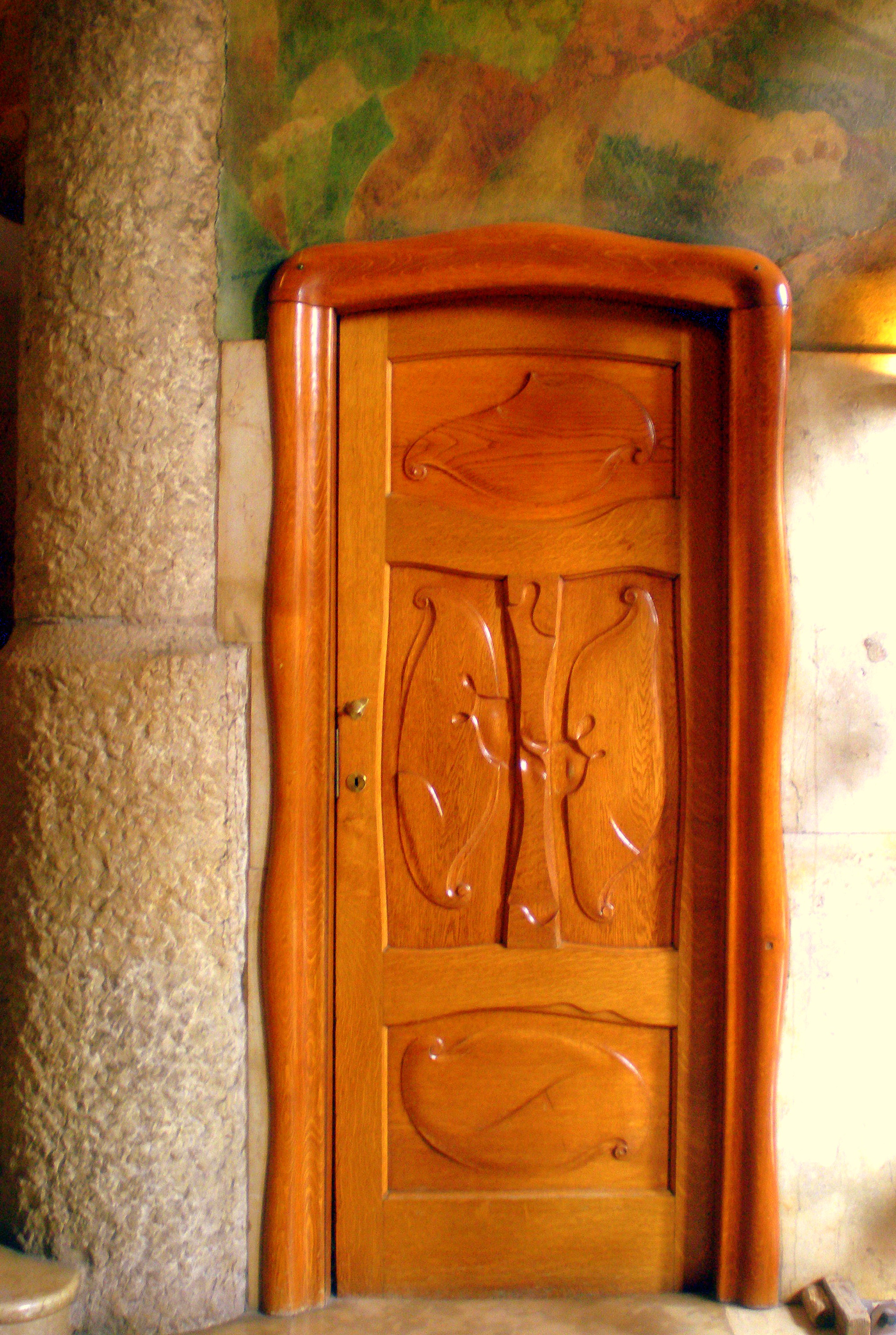
Porta en roure en un dels vestíbuls

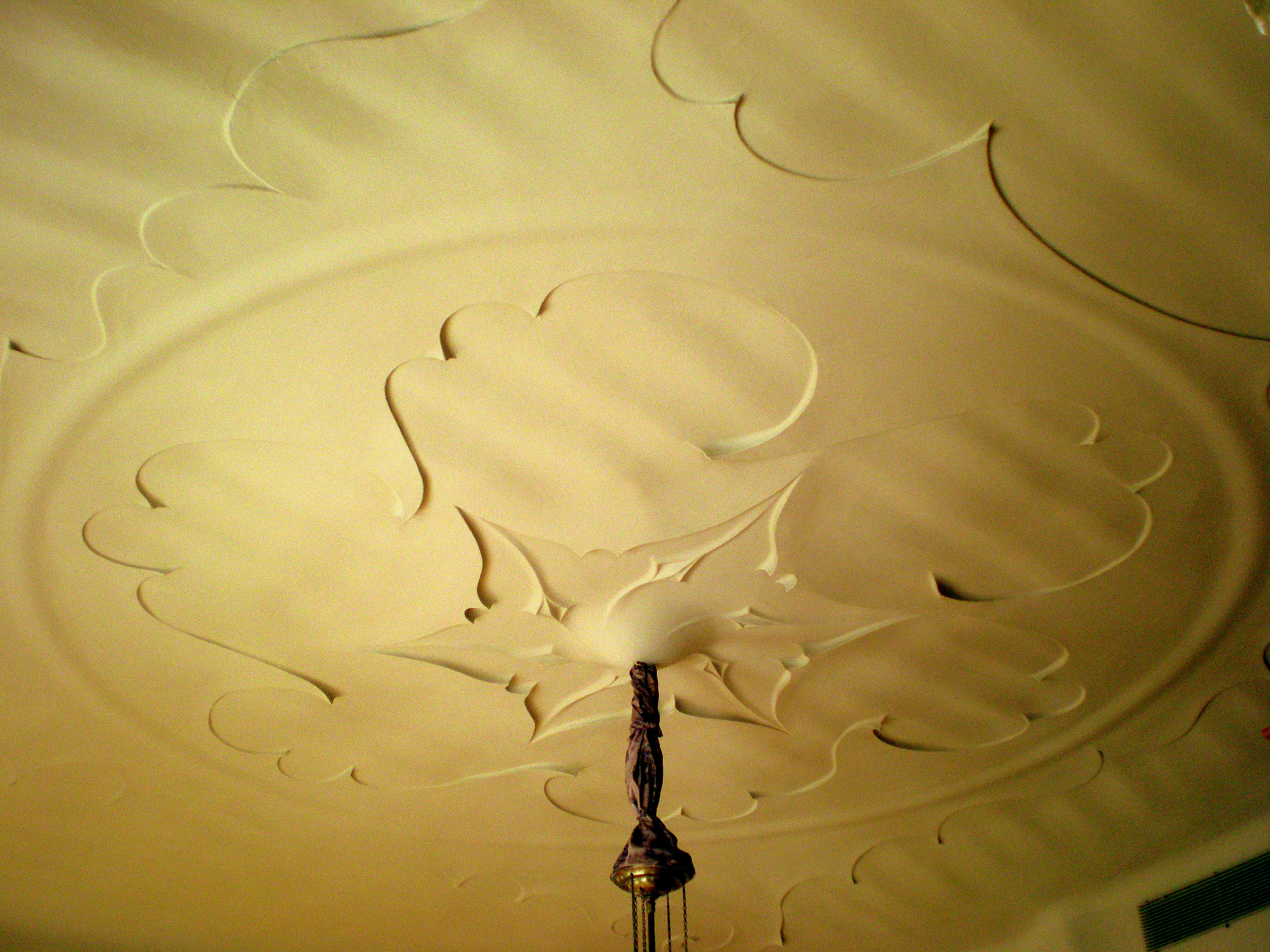
Treballs de guix al sostre

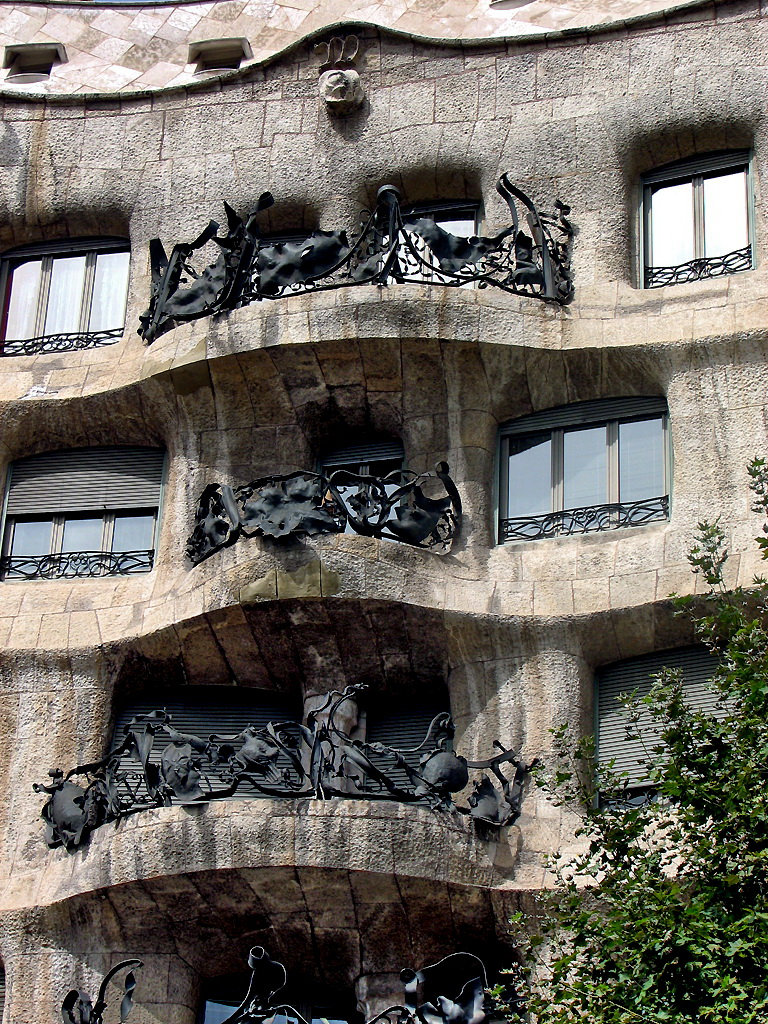
Forja dels balcons

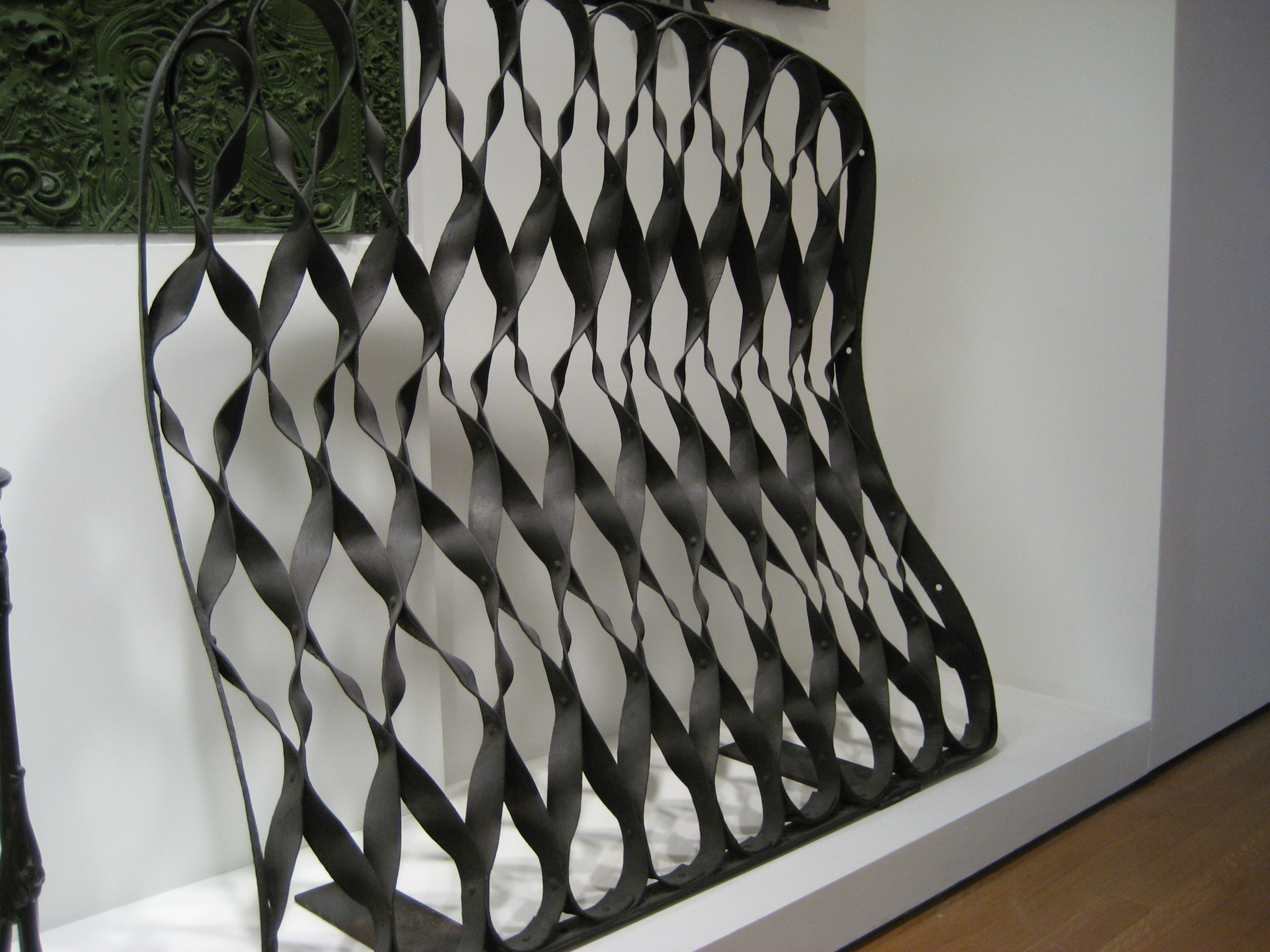
Reixes de la planta baixa exposades al MoMa de Nova York

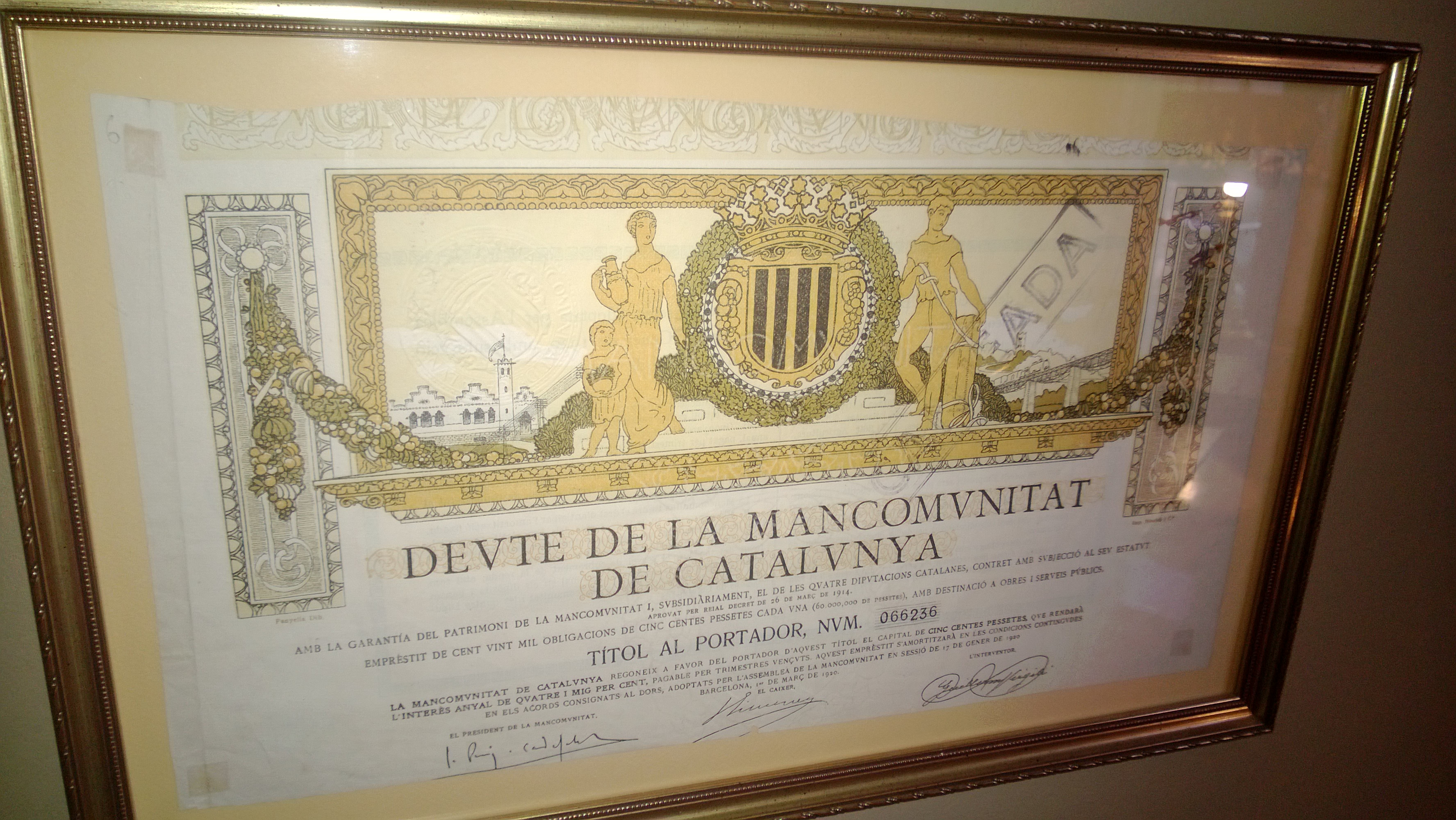
Deute de la mancomunitat de Catalunya

El 9 de juny del 1905, Josep Ferrer-Vidal i Soler vengué a Roser Segimon i Artells una torre amb jardí al passeig de Gràcia, que ocupava una superfície de 1.835 m². El seu marit Pere Milà i Camps encarregà a Gaudí (amb qui havia coincidit en una visita a la fàbrica de cànem del soci del seu pare, Josep Batlló i Casanovas), el projecte d'una nova residència, que fou presentat a l'Ajuntament de Barcelona el 27 de febrer del 1906.
L'arquitecte va anar molt més enllà de l'estimació pressupostària prevista i, a més, l'edifici excedia el volum màxim permès a part de les golfes i el terrat, i un dels pilars de la façana ocupava una part de la vorera del passeig de Gràcia. En un primer moment, l'Ajuntament va requerir als propietaris la legalització mitjançant el pagament d'una multa o bé l'enderrocament de les golfes i el terrat. Finalment, el 20 de desembre del 1909, la Comissió de l'Eixample va certificar que l'edifici tenia caràcter monumental i no havia d'ajustar-se estrictament a les ordenances municipals: «salta a la vista que l'edifici en qüestió sigui quin sigui el seu destí, té un caràcter artístic que el separa de la resta», tot i que aquest caràcter monumental no els va evitar el pagament de la multa de 100.000 pessetes.
Va ser presentat al Concurs anual d'edificis artístics de l'Ajuntament de Barcelona, on aquell any optaven dues obres de Sagnier (Mallorca, 264 i a Còrsega amb Diagonal); la casa Gustà, que era un habitatge particular de l'arquitecte Jaume Gustà i la casa Pérez Samanillo, obra d'Hervás i Arizmendi. Tot i que la més espectacular i clarament favorita era la Casa Milà, el jurat la va descartar manifestant que «tot i estar acabades les façanes, falta molt perquè estigui totalment completada, ultimada i en perfecte estat d'apreciació». La guanyadora de 1910 va ser la Pérez Samanillo, actual seu del Círculo Ecuestre.
El desembre del 1910, Roser Segimon comunicà la finalització de les obres al pis principal, i el matrimoni s'hi instal·là l'octubre del 1911. Finalment, el 31 d'octubre del 1912, Gaudí va emetre el certificat de final d'obra.

### Crítiques i polèmiques
L'edifici no respectava cap norma d'estil convencional, motiu pel qual va rebre el malnom de «la Pedrera». L'any 1910, Joan Junceda el presentava en un acudit a la revista ¡Cu-Cut!, com una «mona de Pasqua» i més endavant, el 1925, a la revista En Patufet comentava com devia ser de difícil posar domassos als balcons. Ismael Smith Marí insinuava el 1909 que havia patit un terratrèmol com a Messina i Picarol l'assimilava a un imaginari Valhalla wagnerià o amb una defensa antibèl·lica de la guerra del Marroc, o amb un hangar per a dirigibles.
Altres propietaris del passeig de Gràcia es varen enfadar amb els Milà i els varen deixar de saludar, argumentant que la genialitat de Gaudí faria baixar el preu de sòl a la zona.

### Els Milà i Gaudí
Les relacions de Roser Segimon amb Antoni Gaudí no van ser gaire bones, per diferència de criteris sobre la construcció i sobre la decoració i els acabats de la casa. Un exemple era la imatge monumental en bronze d'una Mare de Déu del Roser, amb què Gaudí volia encapçalar la façana, en homenatge al nom de la propietària (que havia d'esculpir l'artista Carles Mani i Roig). La imatge no es va arribar a fer ni a col·locar, si bé roman la inscripció mariana «Ave gratia M plena Dominus tecum» a la part superior de la façana.
Les contínues discrepàncies varen fer que Gaudí portés els Milà als tribunals per una discussió d'honoraris. El plet el va guanyar Gaudí, el 1916, donant les 105.000 pessetes que va guanyar a la beneficència per deixar clar que «l'importaven més els principis que els diners». Els Milà varen haver d'hipotecar la Pedrera per poder pagar.
Després de la mort de l'arquitecte el 1926, Roser Segimon es va desfer de bona part dels mobles que havia dissenyat Gaudí. A la vegada, el març del 1927, Josep Bayó li presentà la reforma del pis principal. Les feines encarregades consistien a enderrocar 532,50 m² de cels rasos i fer-hi obra nova. dissenyada pel decorador Modest Castañé i Lloret en estil Lluís XVI. Les estances afectades van ser: la sala de festes, el hall i el vestíbul —amb els corresponents altells—, el despatx i el saló, la sala menjador, el dormitori i el corredor; alhora, també es va treure el parquet i les persianes i es van substituir 20 portes i finestres. El cost total de l'obra va ser de 19.481,25 pessetes, 4.458,85 dels enderrocs i 15.022,35 de l'obra nova. Els elements amagats van tornar a veure la llum després de la restauració feta el 1990.

### La Guerra Civil
El juliol del 1936, quan va esclatar la Guerra Civil, els Milà eren de vacances a Blanes. Alguns locals de la planta baixa de la Pedrera varen ser col·lectivitzats pel PSUC i els Milà van fugir a la zona franquista, abandonant casa seva després de salvar algunes obres d'art.
Durant bona part de la guerra, Joan Comorera, secretari general del partit i conseller d'Economia de la Generalitat es va instal·lar al principal. L'any 1937, Comorera va patir un atemptat sense conseqüències a la porta de la Pedrera i es va construir un refugi al soterrani per a protegir-se dels bombardeigs. Quan varen entrar les tropes franquistes a la ciutat, els Comorera varen haver de fugir i els Milà varen retornar a casa seva.

### Canvis de propietat
L'any 1940 va morir Pere Milà, i l'any 1946 la seva vídua, Roser Segimon, va vendre la Monumental a l'empresari d'espectacles Pere Balañà i Espinós i la finca a Josep Ballvé i Pellisé, en societat amb la família del fabricant de paraigües Pius Rubert i Laporta, conegut pels seus magatzems comercials de la ronda de Sant Antoni. L'operació es va tancar per 18 milions de pessetes i es va constituir la Compañía Inmobiliaria Provenza, SA (CIPSA) per a administrar-la. Roser Segimon va continuar vivint al pis principal fins a la seva mort el 1964.
Per a treure rendiment econòmic a la nova propietat, van dividir un pis de la primera planta del carrer de Provença en quatre pisos. L'any 1953, varen encarregar a Francisco Juan Barba Corsini la construcció de 13 apartaments a les golfes, on fins aleshores hi havia hagut els safareigs, cada cop menys utilitzats i que havien esdevingut un espai insalubre, ple de deixalles i rampoines. Barba Corsini va respectar la volumetria i estructura original de Gaudí, elogiant la llibertat que donava el plantejament d'espai diàfan i sense angles rectes. Els apartaments estaven situats a la banda exterior de l'espai, deixant com a passadís de distribució la part corba dels arcs que donen als patis centrals, deixant la zona més fosca que hi ha entre els dos patis com a distribuïdor de planta. Eren apartaments de 2 o 3 peces, alguns d'ells amb unes golfes habitables, amb un disseny i un mobiliari propi de l'època, amb materials com el maó, la ceràmica o la fusta i un mobiliari de disseny similar al d'Eero Saarinen, com la Cadira Pedrera, entre d'altres. Les obres varen suposar la instal·lació d'unes xemeneies inadequades al costat de les de Gaudí.
A la dècada del 1960, s'hi varen instal·lar algunes activitats combarrejades amb els habitatges de veïns, la qual cosa hi va produir importants pèrdues, especialment en els elements decoratius. L'any 1966, es va instal·lar al principal la companyia d'assegurances Northern, després de la qual es va instal·lar un conflictiu bingo que romandria fins al 1985. També s'hi va instal·lar una acadèmia, les oficines de ciments Molins o d'Inoxcrom, entre d'altres. Els costos de manteniment eren molt elevats i els seus propietaris, a banda de densificar més els habitatges, van deixar envellir l'edifici, provocant algun despreniment de pedres l'any 1971. Hi van fer unes reparacions d'urgència poc respectuoses amb l'obra original a càrrec de Josep Anton Comas.

### Residents
Un dels primers residents va ser Francesc Serramalera i Abadal, propietari de la marca d'automòbils F.S. Abadal i Cia. Un altre resident il·lustre va ser Alberto I. Gache, cònsol de la República Argentina, que tenia la seu del consolat al 1r 2a. Al mateix replà hi va viure el príncep egipci Ibrahim Hassan, un diplomàtic i home de negocis que era la Societat del Tramvia Casa Gomis - Rabassada, que donava servei al desaparegut Casino de la Rabassada. I també hi va fer estades Teresa Mestre de Baladia, la Ben Plantada d'Eugeni d'Ors, una dona bellíssima i musa enigmàtica que esdevindria icona del Noucentisme i essència de la renaixent catalanitat.
A l'entresol es va instal·lar la Pensió Hispano-Americana: «En el renombrado edificio del Paseo de Gracia, chaflán Provenza, que ha merecido, por su originalísima arquitectura, los comentarios de los críticos más eminentes de Europa, se halla instalada la Pensión Hispano-Americana, de todo primer orden, y que ocupa las habitaciones superiores y los vastos entresuelos y bajos del mencionado edificio.» Altres residents famosos foren Moïse Tshombé, que seria primer ministre de la República Democràtica del Congo; els cantants Andy Russell, Salomé i Ennio Sangiusto; el director de cinema Josep Antoni Salgot i Vila; el fill de l'escriptor André Maurois; el restaurador Ramon Parellada; la parella d'actors Gemma Cuervo i Fernando Guillén; el notari Lluís Roca-Sastre i Muncunill.
Actualment, la Pedrera és encara un edifici residencial, amb tres famílies que hi viuen de lloguer.

### Restauració i ús actual
El 24 de juliol del 1969, la Pedrera va ser declarada monument historicoartístic, i el 1984 va ser declarada Patrimoni de la Humanitat. L'Ajuntament de Barcelona va intentar llogar el pis noble per a instal·lar l'oficina de la candidatura olímpica per als Jocs Olímpics de 1992, però finalment, el dia abans de Nadal del 1986, la Caixa de Catalunya la va adquirir per 900 milions de pessetes.
El 19 de febrer del 1987 varen començar les obres més urgents, com la restauració i neteja de la façana, a càrrec dels arquitectes Josep Emili Hernández-Cros i Rafael Vila. L'any 1989 van redactar un Pla Director per a la restauració i rehabilitació, en el qual es proposava un extens programa d'intervencions, adequacions i usos en el conjunt de l'edifici: planta principal com a sala d'exposicions, planta soterrani com auditori i sala polivalent, golfes com a centre d'interpretació permanent sobre la vida i obra de Gaudí, terrat com a plaça pública, visita de l'edifici i contemplació de la ciutat, i de l'entresol al quart pis, com habitatges i locals de negoci.
L'any 1990, dins del marc de l'Olimpíada Cultural, al pis noble dels Milà es va poder veure l'exposició «El Quadrat d'Or», dedicada a l'arquitectura modernista del centre de l'eixample barceloní. Les obres de rehabilitació es van completar el 27 de juny del 1996 amb un espectacle organitzat per la companyia teatral Els Comediants amb el lema «Per Barcelona no posem un granet de sorra, sinó tota una Pedrera». Aquestes van rebre diversos premis, com ara el Premi ACCA de la Crítica d'Art 1996, de l'Associació Catalana de Crítics d'Art, atorgat a l'«Espai Gaudí» per representar la culminació del procés de restauració i dignificació de la Pedrera, essent les golfes un dels testimonis més fefaents dels innovadors plantejaments estructurals d'Antoni Gaudí. La Generalitat de Catalunya, al seu torn, va concedir el Premi Nacional de Cultura 1997, dins del seu apartat de Patrimoni Cultural, als arquitectes Francesc Xavier Asarta i Robert Brufau i a la historiadora Raquel Lacuesta per la restauració de les golfes i el terrat, reconeixent l'encert de la finalitat que s'ha donat a aquests espais.
Després de prop d'onze mesos de treballs, el 22 de desembre del 2014 es va fer l'acte d'inauguració de la tercera gran rehabilitació de la façana. S'hi van fer treballs de neteja, l'arranjament de les fissures produïdes pel pas del temps i també la impermeabilització de tots els balcons. Actualment, és la seu del centre cultural de la Fundació Catalunya-La Pedrera, on es pot visitar el terrat, amb les xemeneies i els badalots; les golfes, amb els seus arcs parabòlics de maó on s'ubica l'Espai Gaudí, un centre d'interpretació de l'obra completa de l'arquitecte, el seu context històric i cultural, els valors artístics i les innovacions tècniques de la seva arquitectura; el vestíbul amb els dos celoberts; el pis principal, on es fan exposicions temporals, i el soterrani, antic aparcament dels carruatges, on hi ha l'auditori.

### Aparicions cinematogràfiques
L'any 1975, Michelangelo Antonioni va fer servir la Pedrera com a escenari de la pel·lícula El reporter amb Jack Nicholson i Maria Schneider. Posteriorment, s'hi han rodat Les últimes tardes amb Teresa, de Gonzalo Herralde (1983), Gaudí, de Manuel Huerga (1988), Els mars del sud, de Manuel Esteban (1992). El 2001 també es van filmar algunes escenes de la pel·lícula Gaudi Afternoon, una comèdia de Susan Seidelman. Darrerament, s'ha incorporat a la llista una desconeguda pel·lícula «de culte» suïssa L'Inconnu de Shandigor dirigida per Jean-Louis Roy el 1967.
L'any 2014, la Pedrera va aparèixer al film Rastres de Sàndal, el primer llargmetratge de ficció produït per Pontas Films, dirigit per Maria Ripoll, amb Nandita Das i Aina Clotet. La pel·lícula va guanyar el Premi Gaudí 2015 a la Millor Pel·lícula.

## Edifici
| «              | L'arquitectura és art; la mecànica és l'esquelet, però li falta la carn que dona harmonia, o sigui, la forma que embolica, i un cop obtinguda, l'harmonia tindrà art. | » |
| — Antoni Gaudí | |   |

Té 1.323 m² construïts per planta en un solar de 1.620 m², i s'estructura entorn de dos patis que il·luminen els nou nivells: soterrani, planta baixa, entresol, la planta principal (o noble), quatre pisos superiors i unes golfes. El soterrani estava destinat a garatge, la planta principal a residència dels senyors Milà, i la resta distribuït en 20 habitatges per a llogar. La planta resultant té forma de «8» asimètric per la diferent forma i mida dels patis. Les golfes, que allotjaven els safareigs i els estenedors, configuren un espai aïllant de l'edifici i determinen alhora els diferents nivells del terrat, coronat de badalots o sortides d'escala, ventiladors i xemeneies. Tots aquests elements, construïts amb maó de pla recoberts amb calç, trencadís de marbre o de vidre, tenen una funció arquitectònica específica i, no obstant això, esdevenen veritables escultures integrades a l'edifici.
A l'interior dels pisos cal destacar els cels rasos de guix amb relleus de gran dinamisme, el treball de la fusta de les portes, les finestres i el mobiliari (malauradament, avui desaparegut), així com el disseny del paviment hidràulic i de diferents elements ornamentals.
Les escales eren destinades al servei, ja que l'accés als habitatges es feia amb ascensor excepte a la planta noble, on Gaudí afegí una escala de particular configuració.

### Estructura
Pel que fa a l'estructura, la Casa Milà es caracteritza per una façana de pedra autoportant, és a dir que queda alliberada de les funcions de mur de càrrega, connectant-se a l'estructura interior de cada pis mitjançant unes jàsseres de ferro corbes que envolten el perímetre de cada planta. Aquest sistema constructiu permet, d'una banda, grans obertures a la façana, que faciliten l'entrada de llum als habitatges, i de l'altra, l'estructuració dels diferents nivells en planta lliure, de manera que totes les parets poden ser enderrocades sense afectar l'estabilitat de l'edifici. Això permetia canviar els envans a voluntat i modificar, sense problemes, la distribució interior dels habitatges.

### Elements constructius i decoratius

#### La façana
La façana està composta per grans blocs de pedra calcària procedents del Garraf fins al primer pis i de la pedrera de Vilafranca per als pisos alts. Els blocs eren tallats al solar de davant seguint la projecció de la maqueta, posteriorment es pujaven a la seva ubicació on s'acabaven d'ajustar per a alinear-los en una textura curvilínia contínua amb les peces que els envoltaven.
Vista des de l'exterior es poden distingir tres parts: el cos principal dels sis pisos amb blocs sinuosos de pedra; els dos pisos de golfes, un bloc reculat, amb un canvi de ritme en les ondulacions similars a onades marines, amb una textura més llisa i blanca, amb buits petits que semblen troneres; i per acabar, el cos del terrat.
De la façana original de Gaudí han desaparegut algunes reixes dels locals de la planta baixa. El 1928, la sastreria Mosella, que va ser la primera botiga de la Pedrera, hi va fer unes obres i hi va eliminar les reixes. Aquesta qüestió no va preocupar ningú, ja que, al mig del noucentisme, uns ferros recaragolats no tenien gaire importància. Se'n va perdre la pista fins que uns anys més tard uns nord-americans varen fer donació d'una d'elles al MoMA, on està exposada.
Dins de les actuacions de restauració iniciades el 1987, a la façana se li varen reincorporar algunes peces de pedra què havien caigut. Per respectar al màxim la fidelitat, es va obtenir material original de la pedrera de Vilafranca, tot i que ja estava inoperativa.

#### Vestíbul i patis
La Pedrera presenta una solució absolutament original en la resolució del vestíbul perquè no es tracta d'un espai tancat i fosc, sinó obert i diàfan per la seva connexió amb els patis interiors que, igualment, guanyen importància en ser lloc de pas i directament visibles per qui accedeix a l'edifici. Hi ha dos patis, en forma rodona el de la banda de passeig de Gràcia i el·líptica el del carrer de Provença.
Els dos vestíbuls estan íntegrament policromats amb pintures murals a l'oli sobre superfície de guix, mostrant un repertori molt eclèctic de referències mitològiques i florals.
Els patis, estructuralment, són una peça clau, ja que sostenen les càrregues de les façanes interiors. El sòl dels patis se sosté sobre uns pilars de ferro colat. Al pati el·líptic les bigues i jàsseres adopten una solució constructiva tradicional, però al cilíndric, Gaudí va aplicar una solució enginyosa en fer servir dues jàsseres cilíndriques i concèntriques tensades per bigues radials que, com si fossin els radis d'una bicicleta, van des d'un punt de la jàssera exterior contra dos punts —superior i inferior— de la jàssera central que fa funcions de clau de volta i treballa en tensió i compressió simultàniament. D'aquesta forma se suporta una estructura de dotze metres de diàmetre amb una peça de màxima bellesa i considerada «l'ànima de l'edifici» amb una clara semblança amb les criptes gòtiques. La peça central va ser construïda en unes drassanes i Josep Maria Carandell l'assimila a la roda del timó, interpretant la intenció de Gaudí de representar el timó del vaixell de la vida.
L'accés, protegit per una immensa porta de forja amb un disseny atribuït a Jujol, era comú per a persones i automòbils, per on accedien al garatge del soterrani, avui convertit en auditori.
Durant la construcció va aparèixer un problema a l'hora d'adaptar el soterrani com a garatge d'automòbils, el nou invent que entusiasmava la burgesia. El futur veí Antoni Feliu Prats, propietari d'Industrial Linera, va demanar una correcció en l'accés, perquè el seu Rolls Royce no podia accedir-hi. Gaudí va acceptar suprimir un pilar a la rampa què donava al garatge. Així, Feliu, que tenia l'establiment de vendes al carrer de Fontanella i la fàbrica a Parets del Vallès, podia anar a tots dos llocs amb el seu cotxe des de la Pedrera.
Com a paviments de la casa Milà, Gaudí va utilitzar un model de parquet de formes d'escaire i amb fustes de dos colors, així com un paviment hidràulic de peces hexagonals de color blau i motius marins que havia estat inicialment dissenyat per a la casa Batlló, però que no s'havia fet servir i que Gaudí va recuperar per la Pedrera. L'havia dissenyat en cera grisa en Joan Bertran, sota la supervisió de Gaudí que «retocava amb els seus propis dits», en paraules del constructor Josep Bayó i Font.

#### Les golfes
Igual que a la casa Batlló, Gaudí mostra l'aplicació de l'arc parabòlic com a estructura de sustentació de la coberta, una forma que també havia fet servir poc després de titular-se, a les armadures en fusta de la cooperativa de Mataró coneguda com «L'Obrera Mataronense». En aquest cas, va fer servir la tècnica catalana del maó de pla, importada d'Itàlia al segle xiv.
A les golfes hi havia els safareigs en una estança diàfana sota una coberta en volta catalana subjecta per 270 arcs parabòlics de diferents alçàries i separats uns 80 cm entre ells que tan aviat semblen el costellam d'un animal enorme com la forma d'una palmera i que configuren un terrat gens convencional, similar a un paisatge de valls i turons. La forma i ubicació dels patis interiors fa que els arcs s'elevin més quan l'espai s'estreny i baixin quan l'espai s'eixampla.
El constructor, Bayó, n'explica la construcció: «Primer arrebossaren i lliscaren un ampli parament. Després Canaleta donava l'obertura de cada arc i Bayó clavava un clau a cada punt d'arrencada de l'arc, a la part alta del mur. D'aquests claus penjaven una cadena de manera que el punt més baix coincidís amb la fletxa de l'arc. Aleshores dibuixaven sobre la paret el perfil que, per ell tot sol, traçava la cadena i sobre aquest perfil el fuster feia la cintra corresponent, la col·locàvem i fèiem tres filades de rajoles posades de pla. Gaudí va voler afegir un eix longitudinal de rajoles que unia tots els arcs per la clau».

#### El terrat i les xemeneies
El treball de Gaudí al terrat de la Pedrera recull les experiències del Palau Güell però amb una solució clarament més avantguardista, creant formes i volums de més entitat, amb més protagonisme i amb menys policromia que en aquella.
Apareixen al terrat sis badalots o sortides d'escala (quatre dels quals recoberts de trencadís de ceràmica i alguns d'ells rematats en una creu doble típica de Gaudí), vint-i-vuit xemeneies algunes agrupades (com ja va dissenyar a la casa Batlló), torçades per tal que en surti millor el fum, dos respiralls mig amagats la funció dels quals és renovar l'aire de l'edifici, coronant el camí de ronda d'aquest castell de somni, quatre cupulins abocats a la façana. Els badalots allotjaven també els dipòsits d'aigua. Alguns d'ells presenten unes formes caragolades.
El terrat esglaonat de la Pedrera, batejat «el jardí dels guerrers» pel poeta Pere Gimferrer per l'aspecte de les xemeneies que semblen protegir els badalots, ha experimentat una restauració radical, eliminant les xemeneies afegides en intervencions posteriors a Gaudí, i han desaparegut les antenes de televisió i altres elements que degradaven l'espai. La restauració ha tornat l'esplendor a les xemeneies i els badalots revestits amb fragments de marbre i trencadís de rajoles de València. Una de les xemeneies està coronada amb capelletes de vidre —que segons s'ha dit va fer Gaudí l'endemà de la inauguració de l'edifici, aprofitant les ampolles buides de la festa. Es va restaurar amb bases d'ampolles de xampany de principis del segle xx. El treball dels restauradors ha permès recuperar la força original del voladís de pedra d'Ulldecona, amb fragments de rajoles. El conjunt té més color que la façana, tot i que aquí les tonalitats cremoses són dominants.

#### Mobiliari
Gaudí, com ja havia fet a la casa Batlló, va dissenyar un mobiliari específic per al pis noble. Formava part de la concepció d'obra d'art integral pròpia del modernisme en què l'arquitecte assumeix la responsabilitat tant dels aspectes globals com l'estructura o la façana, com de cadascun dels detalls de la decoració, disseny de mobiliari i complements, com fanals, jardineres, paviments o sostres.
Aquest va ser un altre punt de fricció amb la senyora Milà, que se li va queixar que no hi havia cap paret recta on ubicar el seu piano Steinway, que Roser Segimon tocava sovint i força bé. La resposta de Gaudí va ser contundent: «doncs, toqui el violí».
La conseqüència d'aquestes desavinences ha estat la pèrdua del llegat decoratiu de Gaudí, a causa del canvi de mobiliari i la transformació de la distribució del pis noble que va fer la propietària quan Gaudí va morir. Resten en algunes col·leccions particulars algunes peces soltes, com un paravent fet de roure de 4 m de llarg per 1,96 m d'alt que es pot veure al Museu del Modernisme Català; una cadira i taula de l'escriptori de Pere Milà i algun altre element complementari.
Pel que fa a les portes de fusta de roure esculpides a cop de gúbia pels fadrins de Casas i Bardés, només es van fer les del pis dels Milà i les del pis de mostra, perquè quan la senyora Milà en va conèixer el preu, va decidir que no se'n farien més d'aquesta qualitat.

### Similituds constructives
Gaudí va regalar a la ciutat un paisatge geològic, un penya-segat marí, una escultura abstracta amb formes orgàniques de mides gegantines. La Casa Milà és, de fet, el triomf de la línia corba, que s'imposa amb una rotunditat mai vista abans.
Resulta evident la inspiració gaudiniana de la Pedrera en una muntanya, si bé no hi ha acord sobre quin va ser el model de referència. Joan Bergós pensava que es tractava de les penyes de fra Guerau a la serra de Prades. Joan Matamala opinava que el model podia haver estat Sant Miquel del Fai, mentre que l'escultor Vicente Vilarubias creu que es va inspirar en els penya-segats de Torrent de Pareis a Menorca. Altres opcions són les muntanyes d'Uçhisar a la Capadòcia, que opina Juan Goytisolo o la Mola a Gallifa, segons Lluís Permanyer, basant-se en el fet que Gaudí va visitar la zona el 1885, fugint d'un brot de còlera a Barcelona.
Hi ha qui assegura que la disposició interior de la Pedrera procedeix dels estudis que Gaudí va fer de les fortaleses medievals. Una imatge que es reforça al terrat per la similitud de les xemeneies i els «sentinelles» amb gran elm a les sortides de les escales. L'estructura de forja de les portes d'accés al vestíbul fuig de seguir qualsevol simetria, línia recta o esquema repetitiu. Ben al contrari, la seva visió evoca les bombolles de sabó que es formen entre les mans o les estructures cel·lulars vegetals.

### Col·laboradors
Gaudí comptava amb un equip d'arquitectes que li donaven suport en la redacció del projecte i en la supervisió de l'obra, com Domènec Sugrañes i Gras, Joan Rubió i Bellver i Josep Canaleta i Cuadras. Aquest equip treballava en un estudi habilitat en una part de l'edificació anterior, abans de ser totalment enderrocada. Els esbossos de Gaudí els passaven a plànol, a partir del qual l'escultor modelista en guix Joan Beltran construïa una maqueta.
El constructor triat per Gaudí va ser el mateix que el de la casa Batlló, Josep Bayó i Font, mentre que el seu germà Jaume s'encarregava del càlcul d'estructures.
Gaudí havia comptat amb Jujol en certs dissenys de la casa Batlló. A la Pedrera, la intervenció es concreta en el disseny de la forja dels balcons, els relleus d'estuc del sostre del primer pis (que seria inspiració per al sostre del Teatre Metropol de Tarragona) i les pintures del sostre de l'entrada. Més concretament, Jujol va dissenyar un dels balcons treballant a peu de forja al taller dels germans Badia i la resta varen ser realitzats directament pel forjador sota la supervisió de Jujol.
Pel que fa a la pintura decorativa, els artistes que hi varen intervenir són: Iu Pascual, Teresa Lostau, Xavier Nogués, Lluís Morell i Comet i Aleix Clapés. Les pintures dels vestíbuls són part essencial del repertori decoratiu de l'edifici, que també es va estendre als interiors dels habitatges (tot i que, malauradament, han desaparegut). El projecte dels vestíbuls consistia en una sèrie de murals que imitaven tapissos de tema mitològic de la col·lecció del Patrimoni Nacional. El déu Pan tocant la siringa, un jardí, els pecats capitals, rams de flors, el déu Vertumne transformant-se per enamorar la deessa Pomona, un festí, un sol, una àliga i fins i tot un naufragi, són algunes de les escenes de les pintures distribuïdes entre els dos vestíbuls de les entrades de la Pedrera.
A l'escultura, a més del modelista Joan Beltran, varen participar, Carles Mani i Roig i Joan Matamala i Flotats.
Industrials col·laboradors: 
- Torras, Herrería y Construcciones i Drassanes Morell com a fabricants d'estructures en ferro
- Taller Badia germans, baranes i altres elements en ferro forjat
- Tallers Mañach, treballs en llautó
- Casa Muntadas, empresa instal·ladora de calefacció
- F. Escofet i Cia, fàbrica de paviments (paviment ceràmic)[44]
- Casas i Bardés, els treballs de fusteria.[35]

## Galeria d'imatges
| - Porta d'accés al vestíbul - Cèl·lules vegetals | - Xemeneies - Casc corinti      |
| - Arcs catenaris a les golfes - Costellam        | - Badalots - Formes a Capadòcia |

- Menjador
- Habitació
- Cuina
- Bany